# 獅子座15
獅子座15，又名BD+30 1901，HD 84107、SAO 61656、HR 3861，是獅子座的一颗恒星，视星等为5.64，位于銀經197.47，銀緯48.93，其B1900.0坐标为赤經9h 37m 41.6s，赤緯+30° 48.93′ 3″。